# Луазо, Гюстав
Гюстав Луазо (фр. Gustave Loiseau; 3 октября 1865[…], XVI округ Парижа или Париж — 10 октября 1935[…], IV округ Парижа или Париж) — французский художник-постимпрессионист, представитель школы Понт-Авена.

## Биография

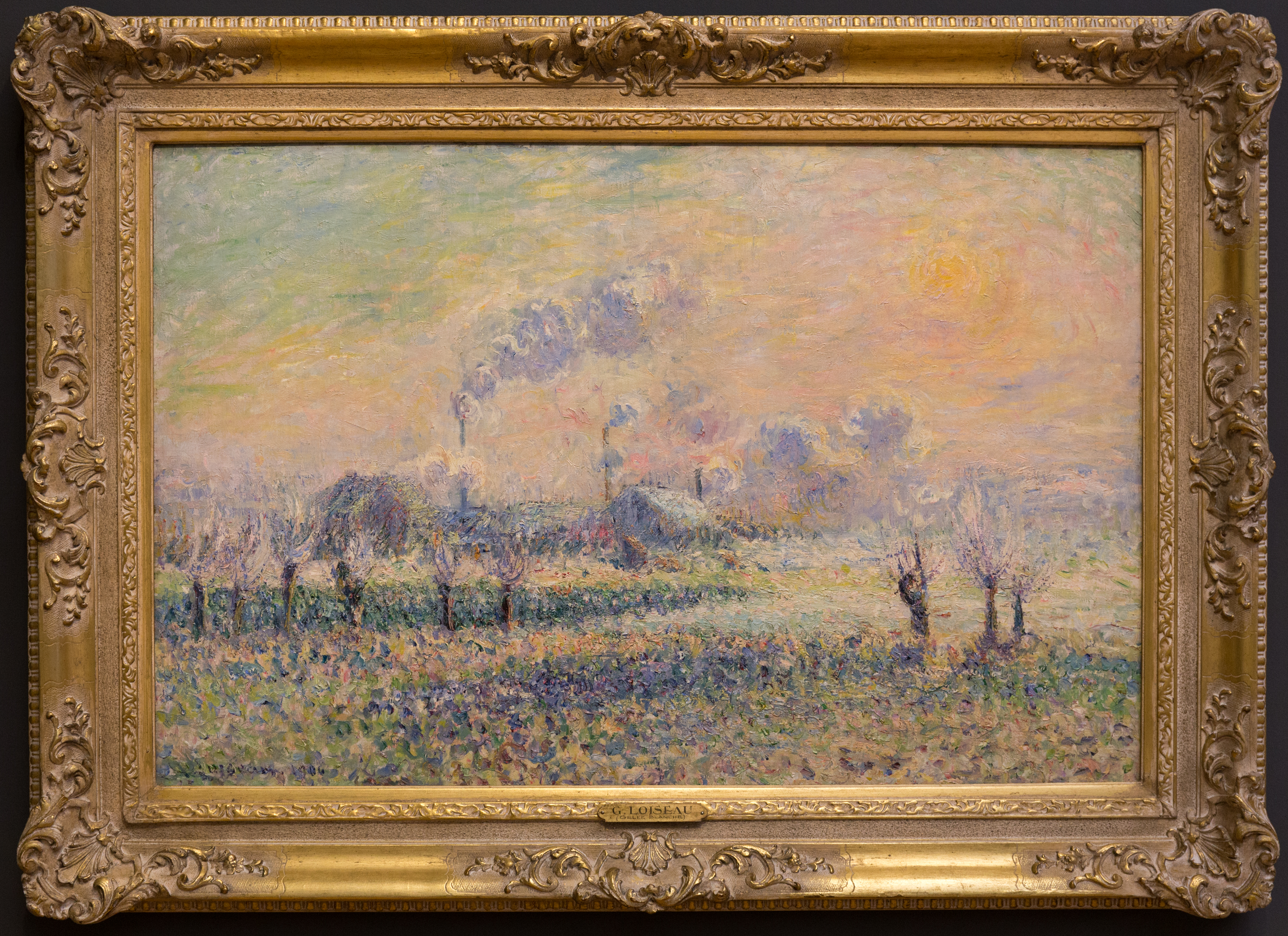
Изморозь в Понтуазе (1906). Музей Барберини, Потсдам

Родился в 1865 году в Париже в семье мясника, уроженца Понтуаза. Детство провёл в Понтуазе, где его отец владел мясной лавкой. Подростком помогал в работе отцу. В 1880 году, в 15 лет, снова уехал в Париж, где учился у художника Фернана Киньона, а затем — в Школе декоративных искусств.
С 1890 года по совету Киньона каждое лето посещал Понт-Авен, где работал вместе с Полем Гогеном, Эмилем Бернаром и Анри Море.
В 1904 году переселился в родной Понтуаз, где проживал в течение следующих 30 лет, и где до сих пор сохранилась его мастерская. Луазо писал в основном прибрежные и городские виды в сдержанной импрессионистской манере, предпочитая изображать на своих картинах пасмурные или облачные дни. Избегая ярких красок, характерных для многих других художников школы Понт-Авена, Луазо обычно выбирал для своих работ плавные, неяркие цвета.
При жизни Луазо был довольно известен: с 1894 года он сотрудничал с галеристом Полем Дюран-Рюэлем, и выставлял свои картины на выставках в Нью-Йорке и Париже.
Скончался в 1934 году в Понтуазе и был похоронен на местном городском кладбище.

## Галерея

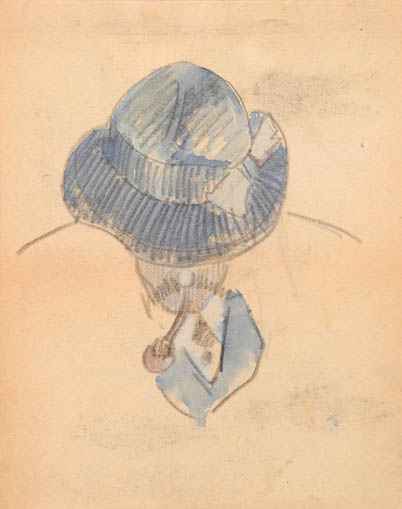
Портрет художника Эмиля Журдана (ок. 1900)
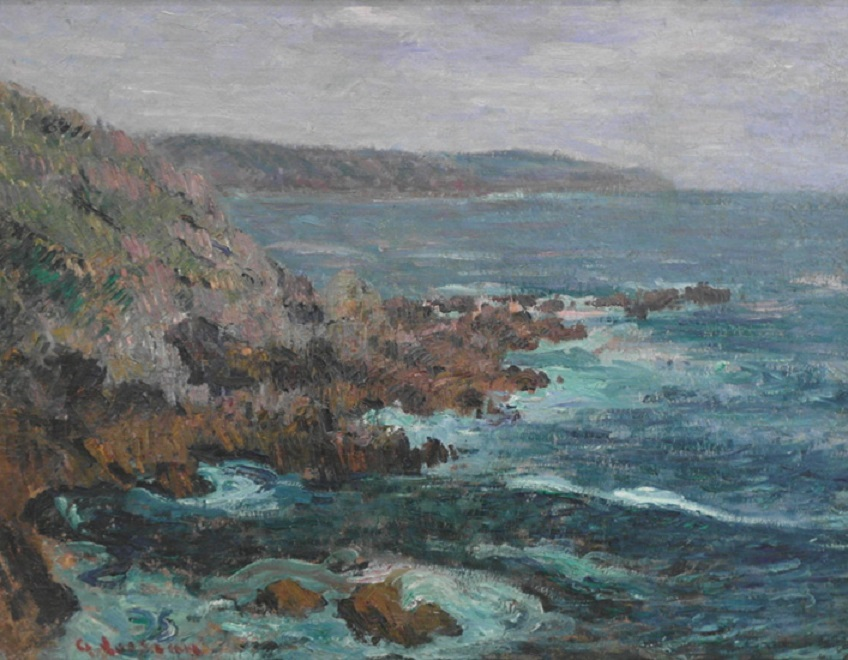
Скалы, возвышающиеся над морем в Бретани (ок. 1906)
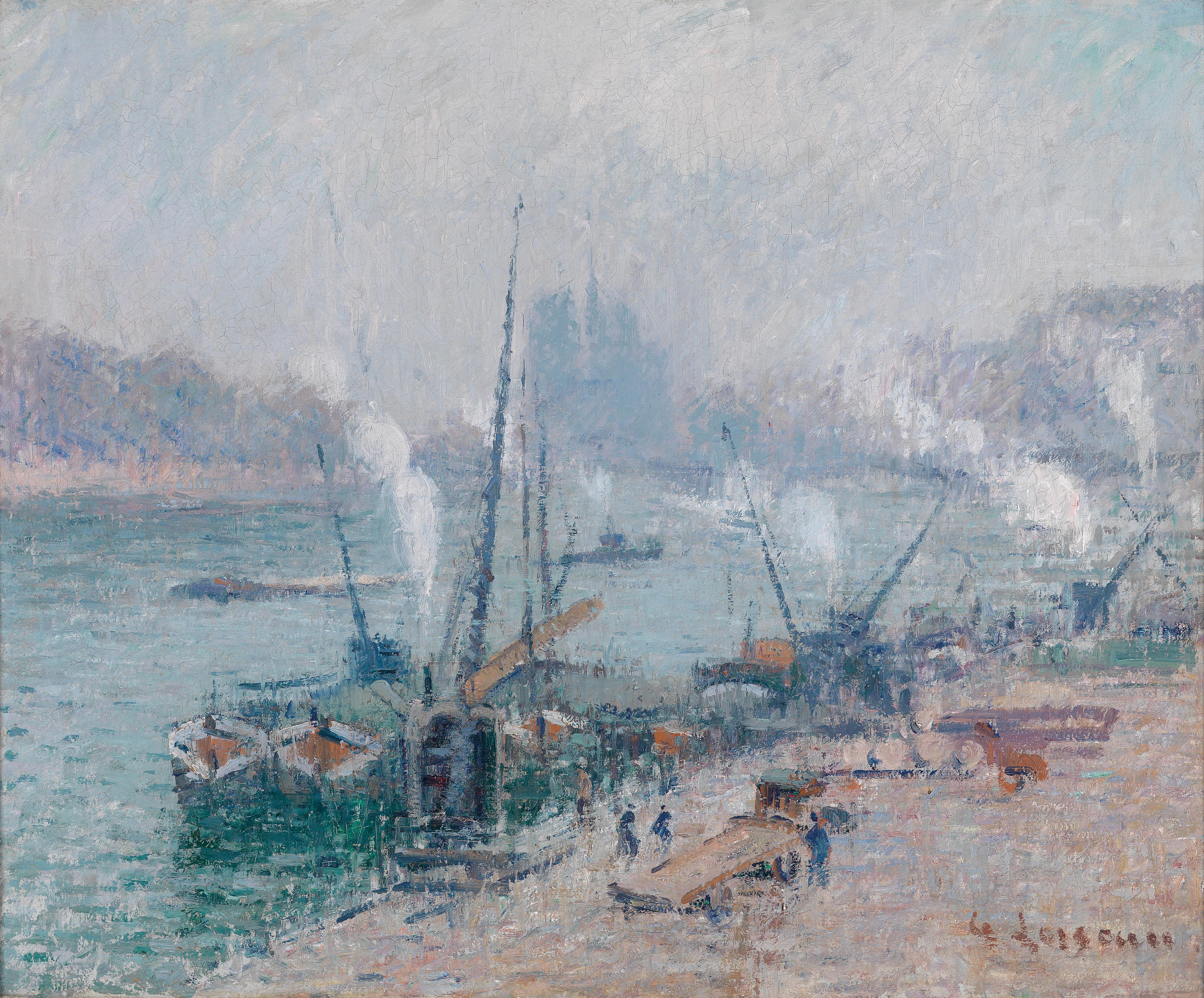
Причал на Сене у моста Генриха IV, Париж (1918)
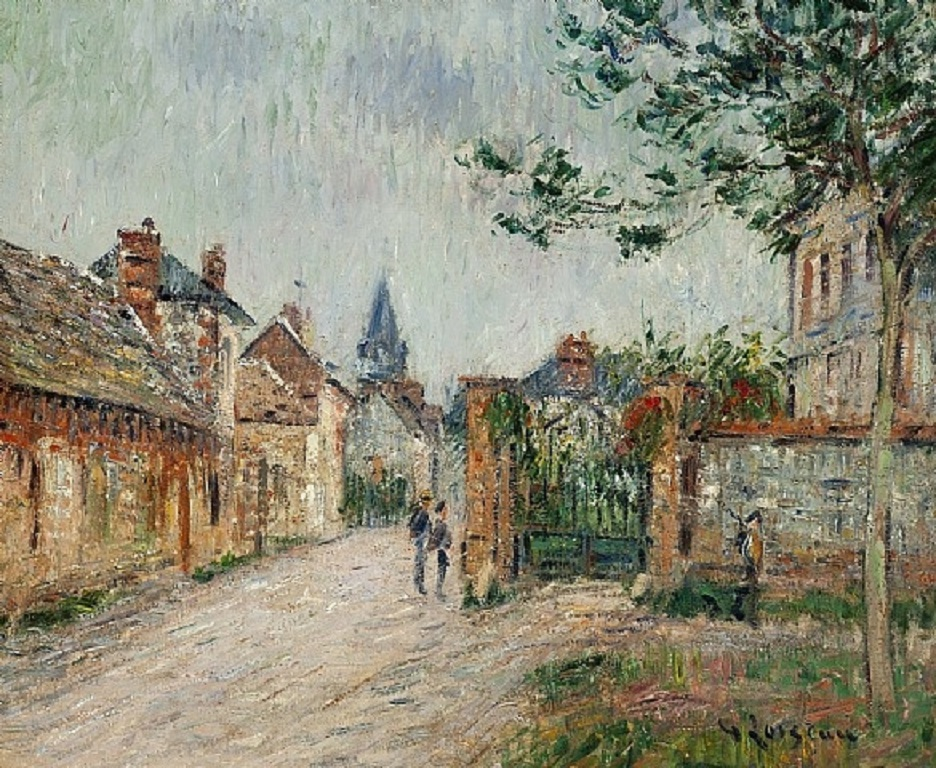
Деревенская улица. Сен-Сир-дю-Водрёй (1923).
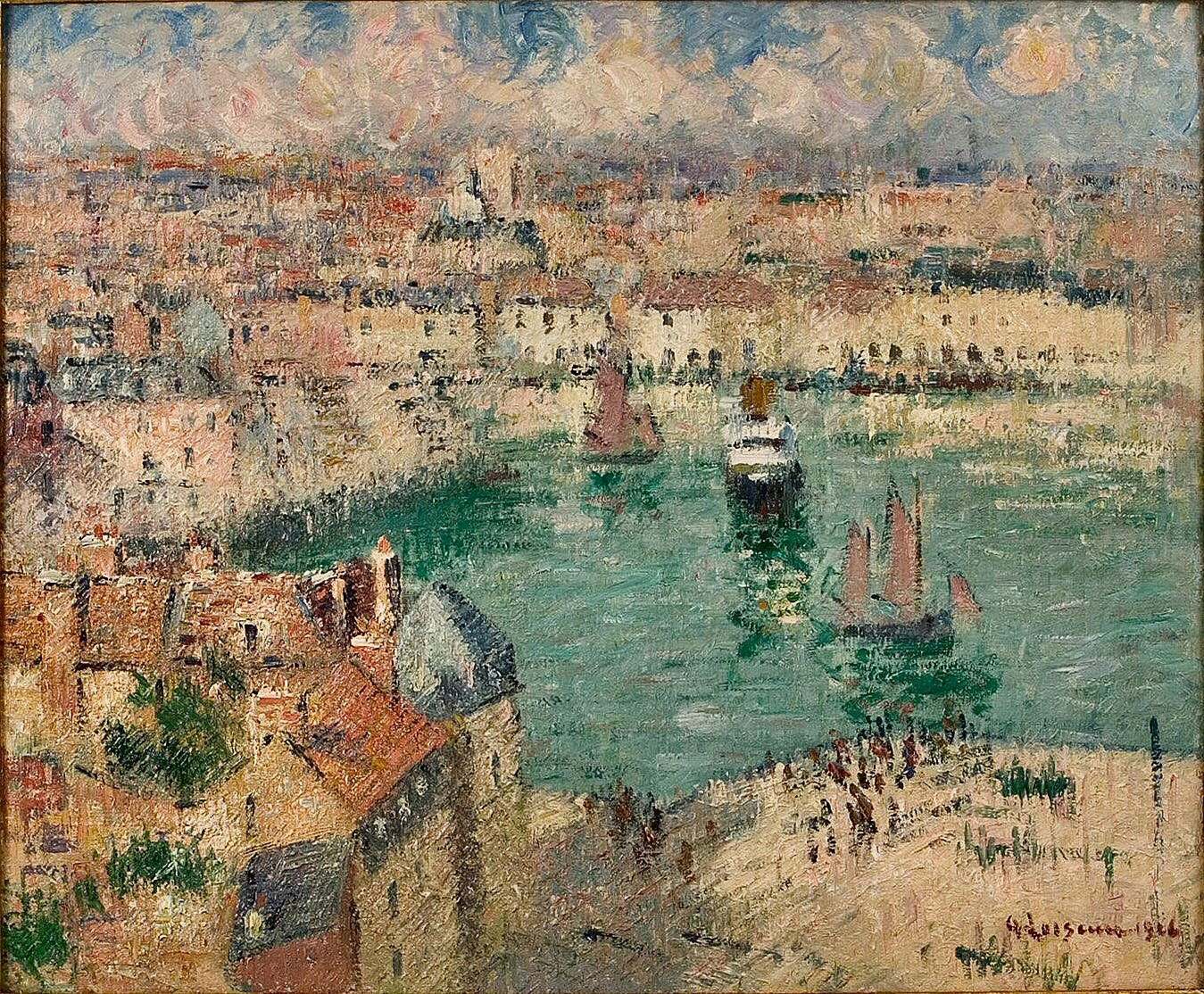
Порт Дьеппа (1926).
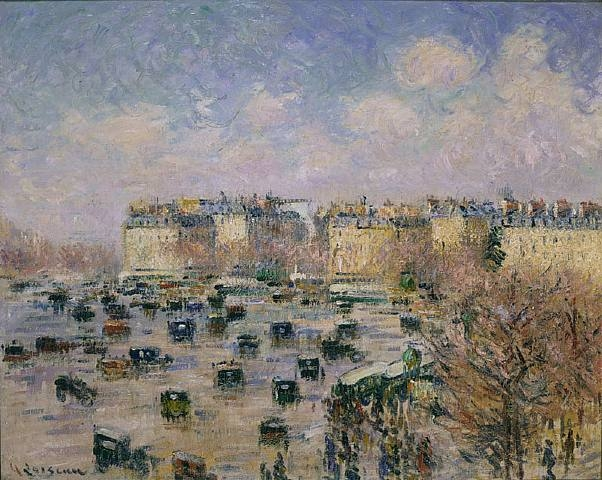
Париж. Вид на площадь Звезды и авеню Ваграм (1929 или 1930).
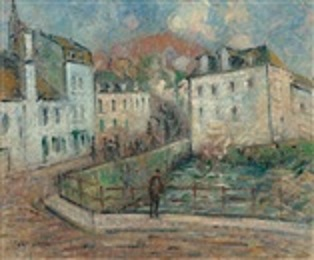
Вид Понт-Авена
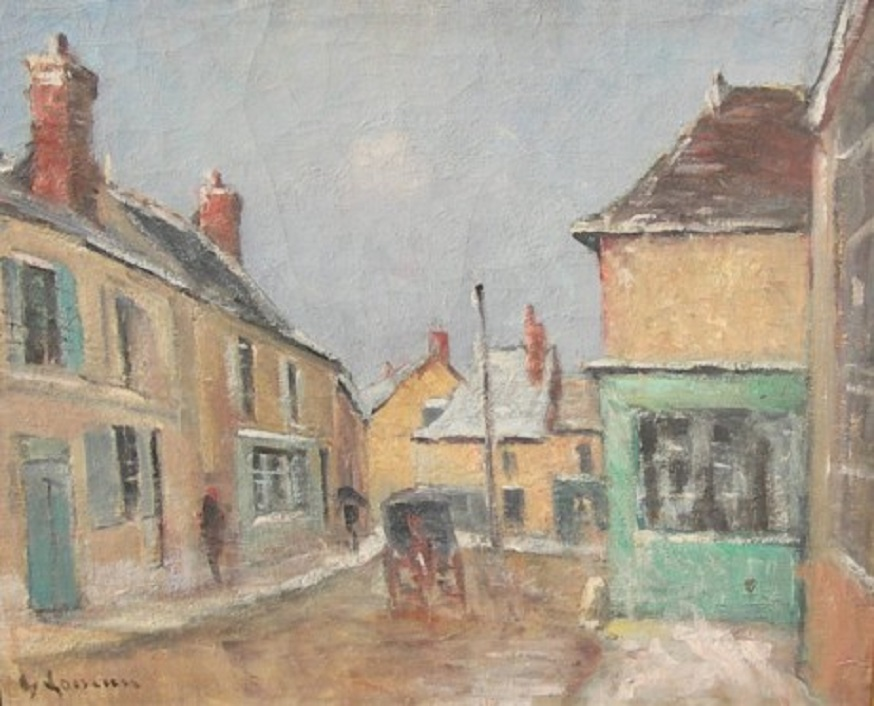
Деревенская улица с экипажем
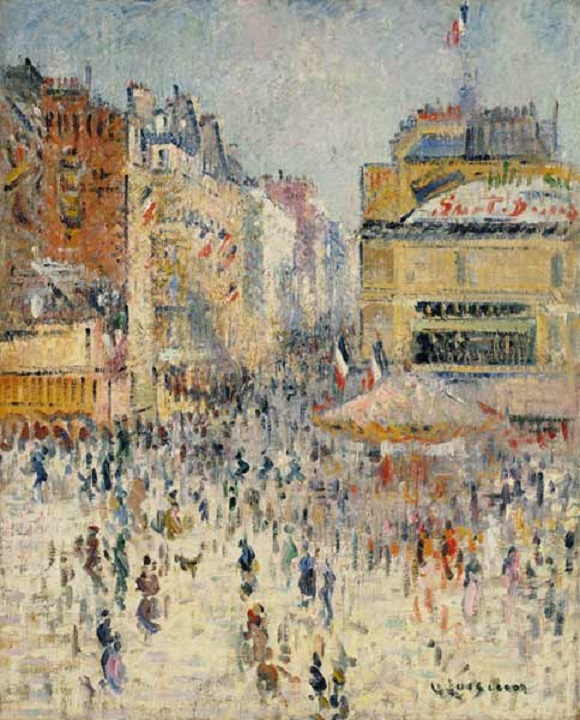
Празднование Дня взятия Бастилии на парижской улице Клиньянкур (ок. 1925). Музей Тиссена-Борнемисы, Мадрид.
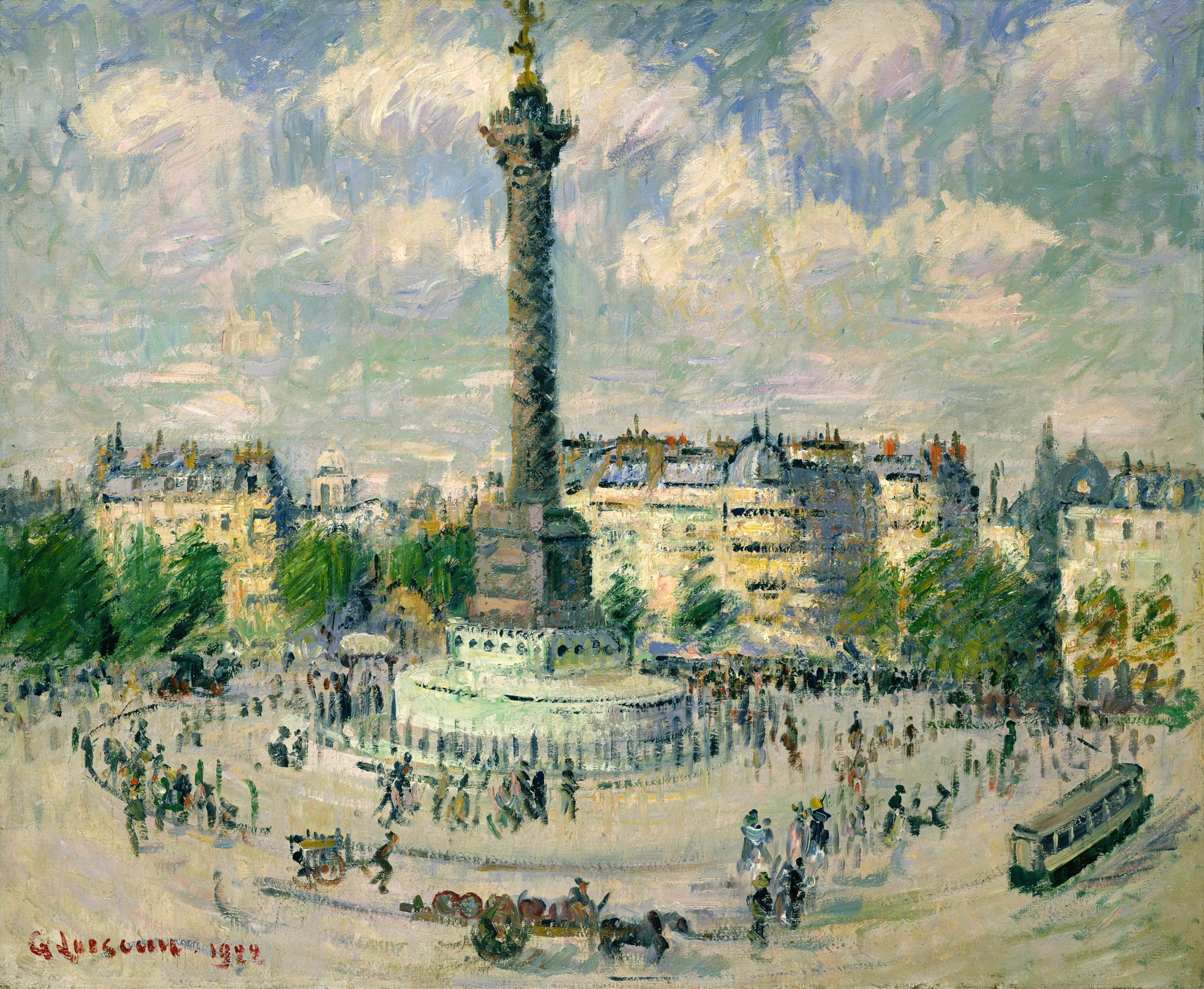
Июльская колонна и площадь Бастилии, Метрополитен-музей, Нью-Йорк.
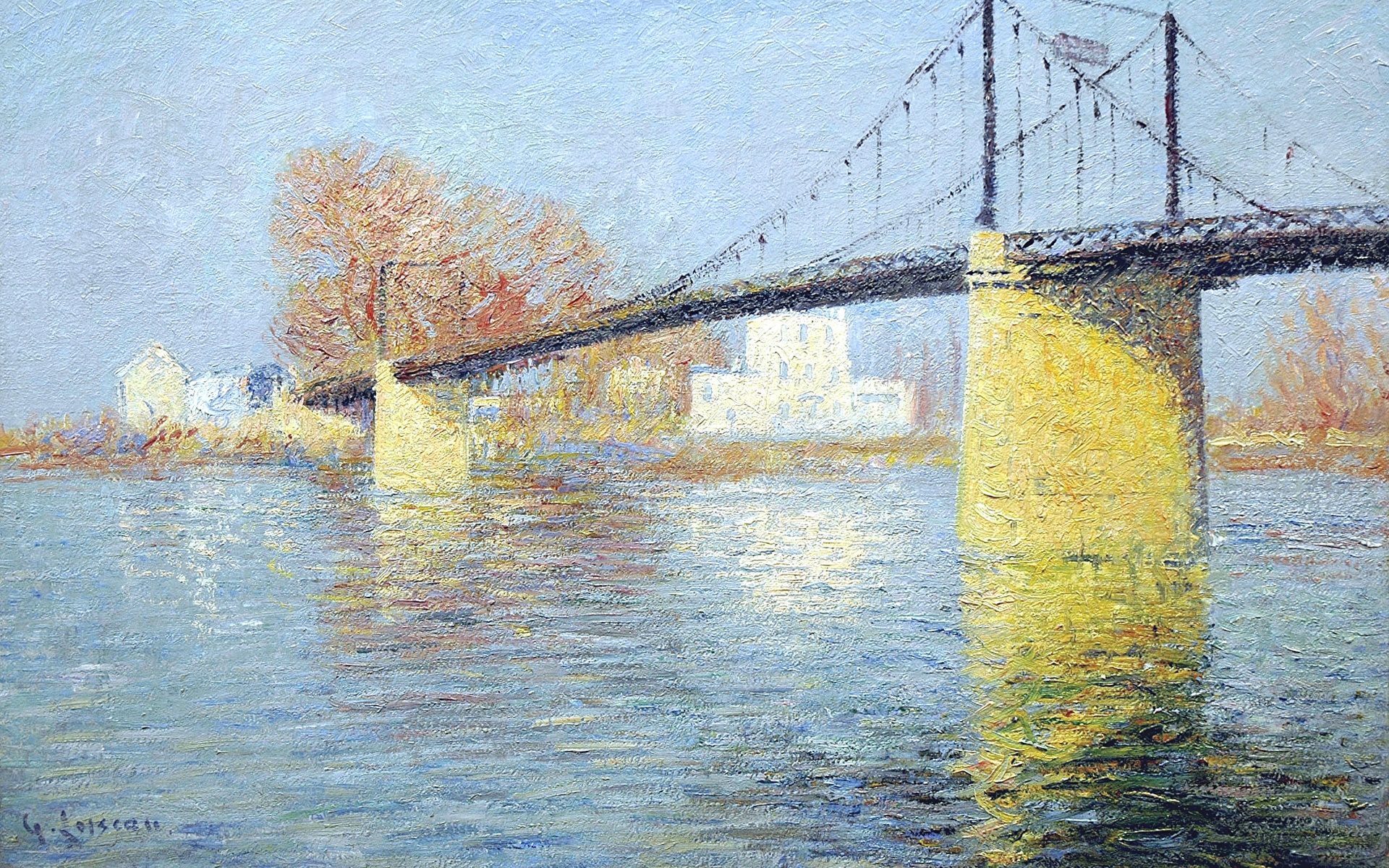
Подвесной мост через Сену в Триэле (1917)
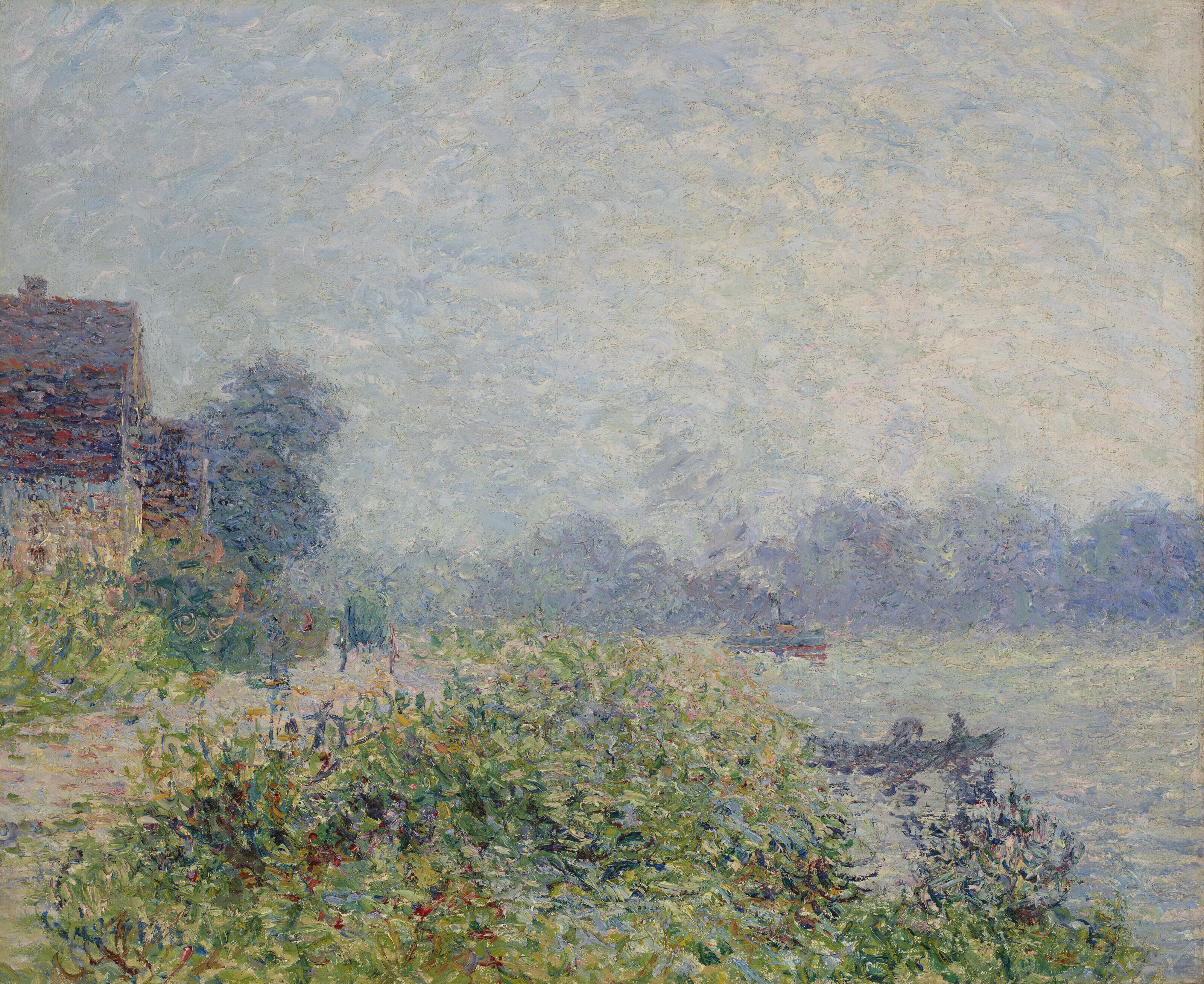
Берег реки (ок. 1901)
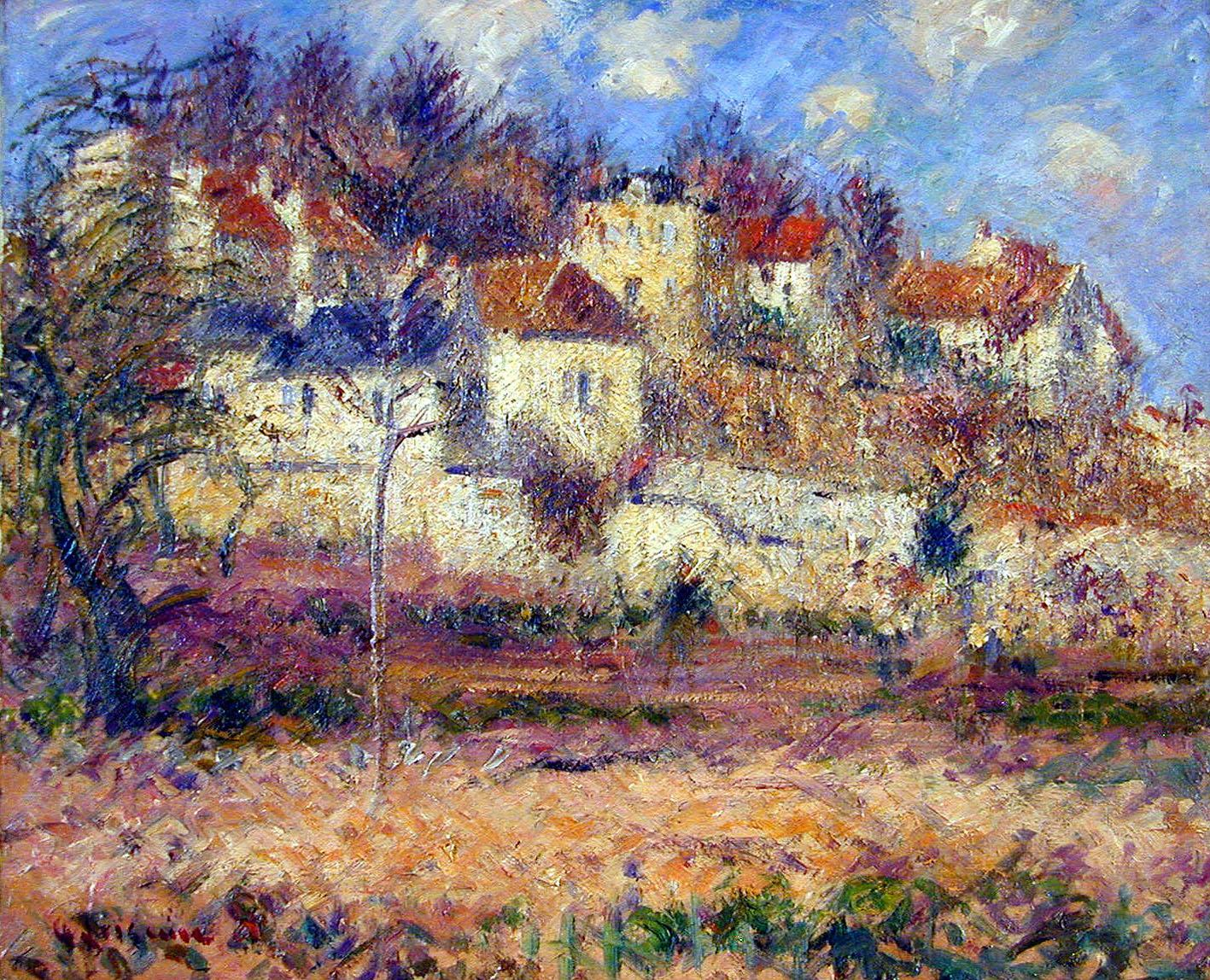
Вид французской деревни (ок. 1900)
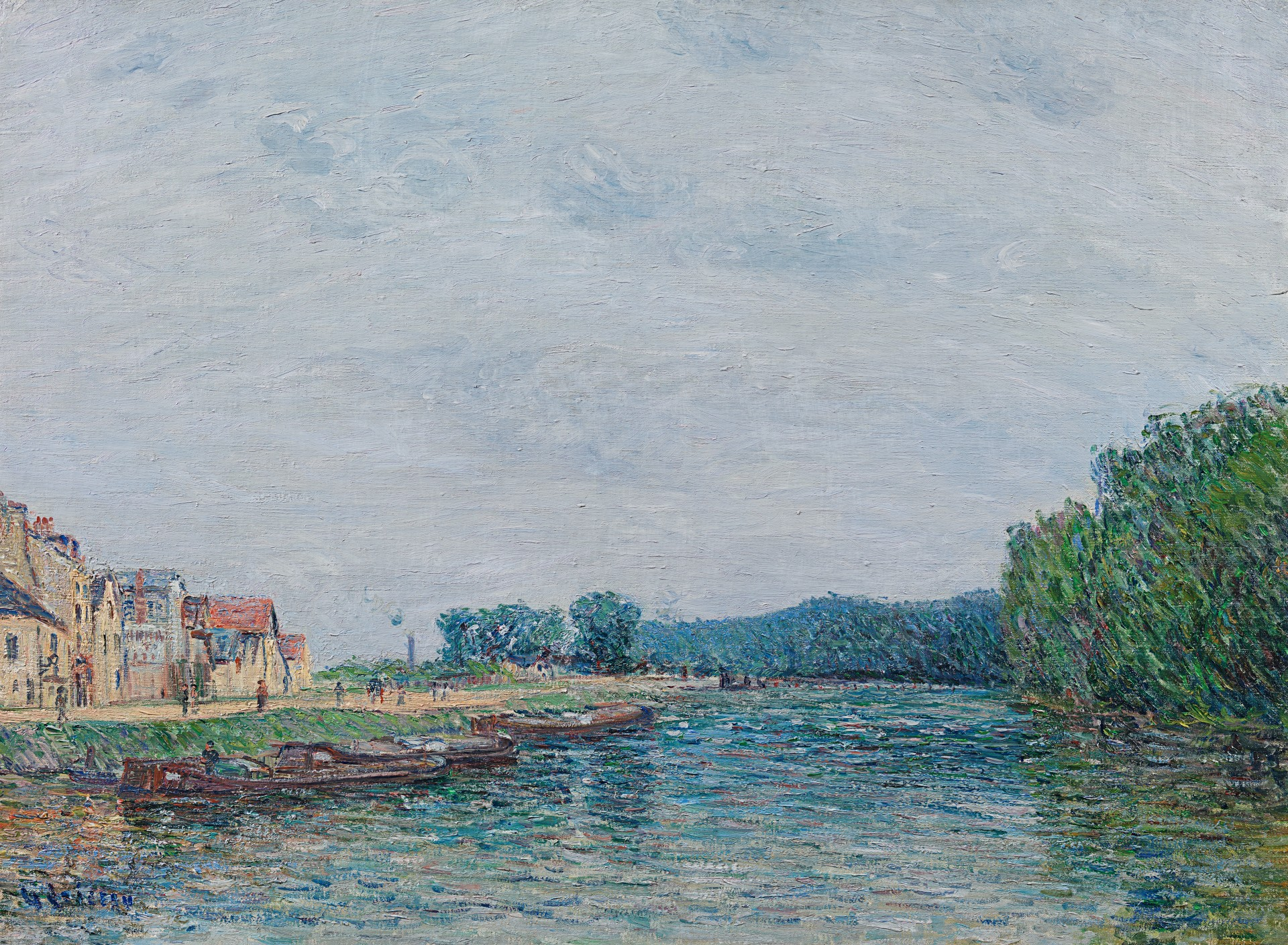
Лодки у причала в Понтуазе (1900-е)
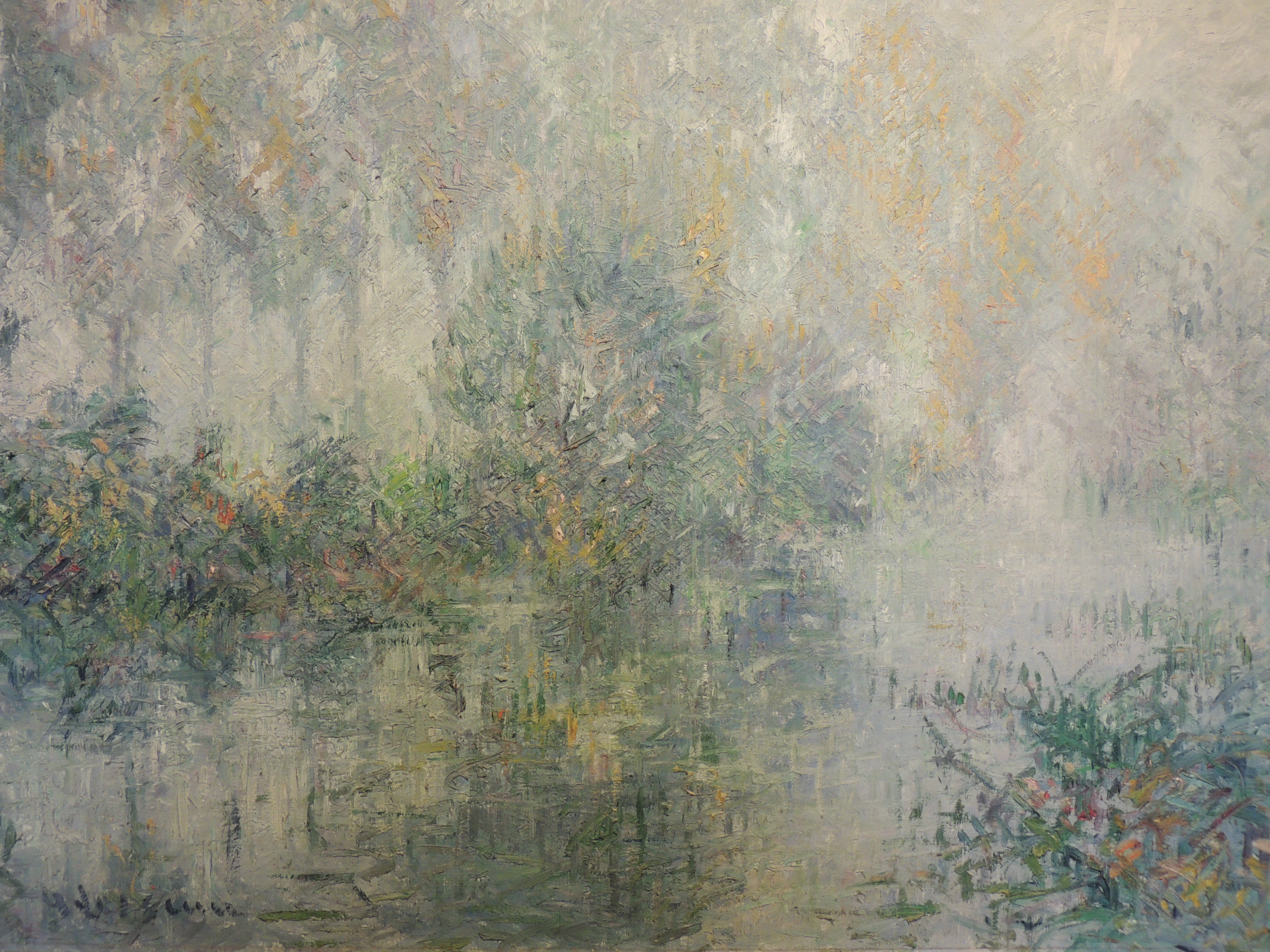
Берег Эра (Речной пейзаж)